# Liste der Biografien/Matz
Liste der Biografien |
Portal Biografien |
Personensuche
# |
A |
B |
C |
D |
E |
F |
G |
H |
I |
J |
K |
L |
M |
N |
O |
P |
Q |
R |
S |
T |
U |
V |
W |
X |
Y |
Z |
?
 
Ma |
Mb |
Mc |
Md |
Me |
Mf |
Mg |
Mh |
Mi |
Mj |
Mk |
Ml |
Mm |
Mn |
Mo |
Mp |
Mq |
Mr |
Ms |
Mt |
Mu |
Mv |
Mw |
Mx |
My |
Mz
 
Maa |
Mab |
Mac |
Mad |
Mae |
Maf |
Mag |
Mah |
Mai |
Maj |
Mak |
Mal |
Mam |
Man |
Mao |
Map |
Maq |
Mar |
Mas |
Mat |
Mau |
Mav |
Maw |
Max |
May |
Maz
 
Mata |
Matb |
Matc |
Mate |
Matf |
Math |
Mati |
Matj |
Matk |
Matl |
Matm |
Matn |
Mato |
Matr |
Mats |
Matt |
Matu |
Matv |
Matw |
Maty |
Matz
Die Liste der Biografien führt alle Personen auf, die in der deutschsprachigen Wikipedia einen Artikel haben. Dieses ist eine Teilliste mit 135 Einträgen von Personen, deren Namen mit den Buchstaben „Matz“ beginnt.

## Matz
- Matz, Arnold (1904–1991), deutscher Komponist
- Matz, Barbara (* 1998), österreichische Seglerin
- Matz, Dieter (* 1948), deutscher Sportjournalist
- Matz, Elsa (1881–1959), deutsche Pädagogin und Politikerin (DVP), MdR
- Matz, Erik (* 1966), deutscher Kirchenmusiker und Organist
- Matz, Frauke (* 1976), deutsche Fremdsprachendidaktikerin
- Mätz, Frieda (1902–1975), deutsche Politikerin (SPD), MdL
- Matz, Friedrich der Ältere (1843–1874), deutscher Klassischer Archäologe
- Matz, Friedrich der Jüngere (1890–1974), deutscher klassischer Archäologe
- Matz, Hans von († 1580), Renaissancebaumeister
- Matz, Heinrich (1908–1945), deutscher kommunistischer Widerstandskämpfer gegen den Nationalsozialismus
- Matz, Joachim (* 1948), deutscher Metallkünstler
- Matz, Johanna (1932–2025), österreichische Schauspielerin
- Matz, Johannes (1849–1913), deutscher Architekt und preußischer Baubeamter
- Matz, Katharina (1930–2021), deutsche Schauspielerin
- Matz, Klaus-Jürgen (1949–2020), deutscher Historiker und Hochschullehrer
- Matz, Larissa (* 2001), österreichische Langstreckenläuferin
- Matz, Louise (1857–1938), deutsche Designerin, vor allem für Textilkunst und Schmuck
- Matz, Martin (* 1965), deutscher Politiker (FDP, SPD)
- Matz, Matthias (* 1971), deutscher Schauspieler
- Matz, Michael (* 1951), US-amerikanischer Springreiter
- Matz, Michael (* 1959), deutscher Brigadegeneral des Heeres der BundeswehrMichael Matz (* 1959)

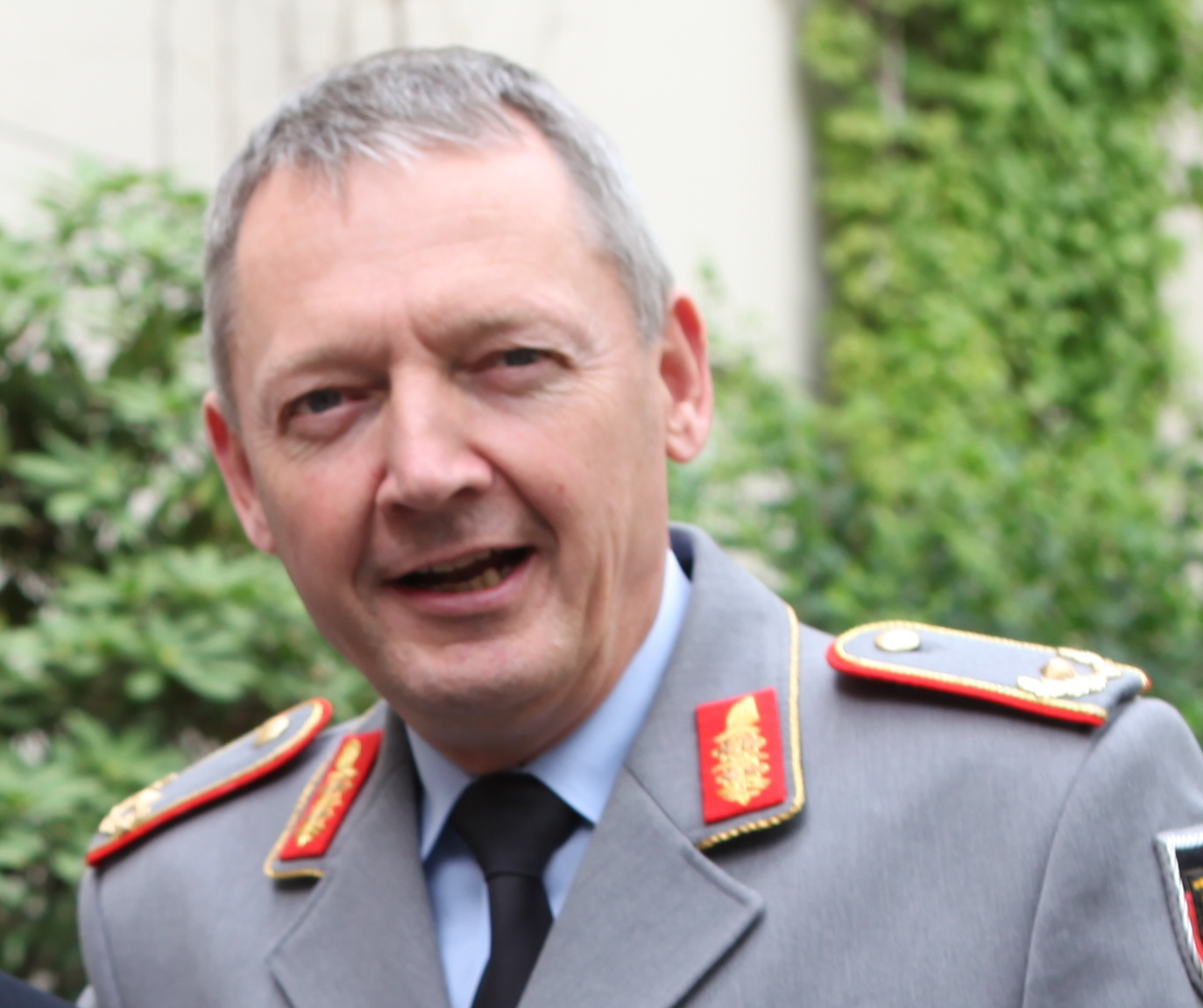
Michael Matz (* 1959)

- Matz, Nicholas Chrysostom (1850–1917), französisch-amerikanischer römisch-katholischer Bischof von Denver
- Matz, Nicolaus († 1513), Rektor der Universität Freiburg und Domherr in Speyer
- Matz, Oliver (* 1962), deutscher Ballett-Tänzer und Direktor der Tanz-Akademie Zürich
- Matz, Peter (1928–2002), US-amerikanischer Komponist, Arrangeur und Orchesterleiter
- Matz, Reinhard (* 1952), deutscher Fotograf, Autor und Publizist
- Matz, Rudolf (1901–1988), jugoslawischer Komponist
- Matz, Stefan (* 1973), deutscher Handballspieler und -trainer
- Matz, Steven (* 1991), US-amerikanischer Baseballspieler
- Matz, Ulrich (1937–2004), deutscher Politikwissenschaftler
- Matz, Wolfgang (1944–1995), deutscher Fußballspieler
- Matz, Wolfgang (* 1955), deutscher Literaturwissenschaftler
- Matz-Donath, Annerose (1923–2022), deutsche Journalistin, Opfer des Stalinismus
- Matz-Lück, Nele (* 1973), deutsche Juristin, Hochschullehrerin und Richterin

### Matza
- Matza, David (1930–2018), US-amerikanischer Soziologe und Kriminologe
- Matza, Heinrich (1918–2010), österreichischer Politiker (ÖVP)
- Matzaridis, Georgios (* 2002), griechischer Leichtathlet
- Matzat, Gotthilf (* 1948), deutscher Lehrer, Pfarrer und Politiker (Neues Forum, CDU), MdVK
- Matzat, Heinrich (* 1945), deutscher Mathematiker
- Matzat, Wilhelm (1930–2016), deutscher Geograph und emeritierter Professor

### Matzb
- Matzbacher, Andreas (1982–2007), österreichischer Radrennfahrer

### Matzc
- Mätzchen, Bruno (1901–1979), deutscher Politiker (KPD/SED)

### Matzd
- Matzdorf, Pat (* 1949), US-amerikanischer Hochspringer
- Matzdorf, Paul (1864–1930), deutscher Pädagoge, Jugendschriftsteller, Bildhauer und Medailleur
- Matzdorf, René (* 1964), deutscher Physiker und Hochschullehrer
- Matzdorff, Alice (1877–1932), deutsche Fotografin
- Matzdorff, Georg (1863–1930), deutscher Architekt und Baubeamter
- Matzdorff, Walther (1901–1951), deutscher Maler und Grafiker, Zeichen- und Werklehrer

### Matze
- Matzeit, Hagen (* 1970), deutscher Opernsänger (Countertenor/Bariton), Filmkomponist sowie Produzent
- Matzek, Tom (* 1964), österreichischer Journalist und Filmemacher
- Matzel, Klaus (1923–1992), deutscher Germanist und Sprachwissenschaftler
- Matzeliger, Jan Ernst (1852–1889), surinamischer Erfinder
- Matzembacher, Filipe (* 1988), brasilianischer Filmemacher
- Matzen, Erik, dänischer Basketballspieler
- Matzen, Heinrich (1904–1986), deutscher Kaufmann und Politiker (SHB), MdL
- Matzen, Jens (1914–1980), deutscher Marineoffizier
- Matzen, Johannes (* 1925), deutscher Fußballspieler und Nationalspieler für die DDR
- Matzen, Peter Friedrich (1909–1986), deutscher Sanitätsoffizier und Chirurg; Ordinarius für Orthopädie in Leipzig
- Matzen, Raymond (1922–2014), französischer Dichter und Linguist
- Matzenauer, Hans (* 1933), österreichischer Politiker (SPÖ), Abgeordneter zum Nationalrat, Mitglied des Bundesrates
- Matzer, Gisela (* 1941), österreichische Schauspielerin
- Matzer, Michael († 1597), Bürgermeister, Baumeister und Bäcker
- Matzerath, Christian Joseph (1815–1876), deutscher Jurist, Verwaltungsbeamter, Politiker und Dichter
- Matzerath, Horst (* 1937), deutscher Historiker
- Matzerath, Josef (* 1956), deutscher Historiker und Hochschullehrer
- Matzerath, Lucas (* 2000), deutscher Schwimmer
- Matzerath, Markus (* 1970), deutscher Politiker (AfD)
- Matzerath, Otto (1914–1963), deutscher Dirigent

### Matzi
- Matziaraki, Daphne, griechische Filmregisseurin
- Matzies, Fritz (1881–1957), Landtagsabgeordneter und Memelländischer Politiker
- Matzies-Köhler, Melanie (* 1972), deutsche Psychologin, Sachbuchautorin und Politikerin (BSW), MdL Brandenburg
- Matzig, Gerhard (* 1963), deutscher Kulturjournalist, Architekturkritiker der Süddeutschen Zeitung
- Matzig, Jessica (* 1992), Schweizer Schauspielerin, Autorin und Psychologin
- Mätzig, Konrad (* 1940), deutscher Maler, Bildhauer und Kunstpädagoge
- Mätzig, Reinhard (1895–1980), deutscher Politiker (KPD), MdL Sachsen
- Matzig, Richard Blasius (1904–1951), Schweizer Literaturwissenschaftler und Schriftsteller
- Matzinger, Franz von (1817–1896), österreichischer Beamter
- Matzinger, Günther (* 1987), österreichischer Sprinter und Mittelstreckenläufer
- Matzinger, Polly (* 1947), Immunologin
- Matzinger, Sebastian (1865–1935), deutscher Gymnasialprofessor und Politiker (Zentrum, BVP), MdR
- Matziol, Klaus-Peter (* 1950), deutscher Bassist und Komponist
- Matziolis, Georg (* 1975), Ärztlicher Direktor der Waldkliniken Eisenberg und Chefarzt am Deutschen Zentrum für Orthopädie

### Matzk
- Matzka, Christian (* 1959), österreichischer Historiker und Geograph
- Matzka, Manfred (* 1950), österreichischer Beamter und Autor
- Matzka, Ralf (* 1989), deutscher Radrennfahrer
- Matzka-Dojder, Anica (* 1953), österreichische Politikerin (SPÖ), Landtagsabgeordnete und Gemeinderätin
- Matzke, Annemarie (* 1972), deutsche Performance-Künstlerin und Theaterwissenschaftlerin
- Matzke, Antonius, österreichischer Molekularbiologe
- Matzke, Cornelia (* 1961), deutsche Politikerin (Bündnis 90/Die Grünen), MdL Sachsen
- Matzke, Danilo (* 1963), deutscher Entomologe
- Matzke, Dylan (* 1999), US-amerikanischer Schauspieler
- Matzke, Ernst (* 1938), deutscher Maler und Grafiker
- Matzke, Franz (1881–1957), österreichischer Politiker (SPÖ), Mitglied des Bundesrates
- Matzke, Gerhard (* 1925), deutscher Science-Fiction-Autor
- Matzke, Hermann (1890–1976), deutscher Musikhistoriker, Komponist und Hochschullehrer
- Matzke, Horst (1918–1999), deutscher Mathematiker
- Matzke, John Ernst (1862–1910), US-amerikanischer Romanist und Mediävist deutscher Herkunft
- Matzke, Josef (1901–1979), mährisch-deutscher katholischer Geistlicher, Heimatforscher, Kirchenhistoriker
- Matzke, Laura (* 1988), deutsche Tischtennisspielerin
- Matzke, Marjori (* 1953), US-amerikanische Molekularbiologin
- Matzke, Martin (* 1990), tschechischer Automobilrennfahrer
- Matzke, Michael (1966–2020), deutscher Numismatiker und Mittelalterhistoriker
- Matzke, Othmar (1914–1999), österreichischer Offizier
- Matzke, Peter (* 1963), deutscher Kulturmanager, Historiker, Journalist und Autor
- Matzke, Robert (1884–1943), deutscher Politiker (USPD, KPD) und Widerstandskämpfer
- Matzke, Stanisław (1870–1949), polnischer Maler, Grafiker und Kunstpädagoge
- Matzke-Hajek, Günter (* 1958), deutscher Naturwissenschaftler (Biologe, Botaniker) und Sachbuchautor
- Matzken, Torben (* 2000), deutscher Handballspieler
- Matzker, Reiner (* 1953), deutscher Kommunikationswissenschaftler, Autor und Filmregisseur
- Matzkin, Rosa L., argentinisch-amerikanische Ökonomin
- Matzko, Carolin (* 1979), deutsche Moderatorin und JournalistinCarolin Matzko (* 1979)

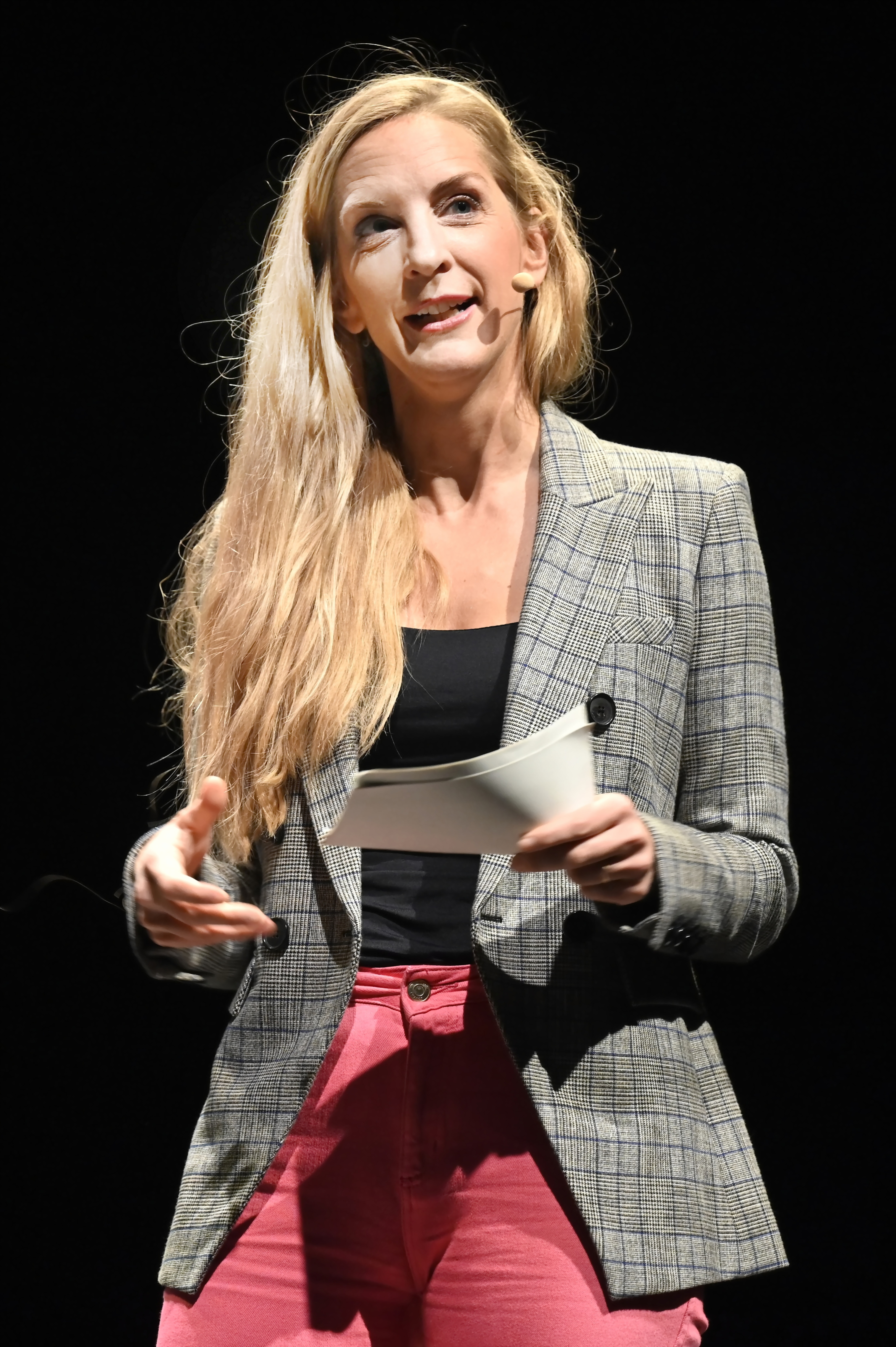
Carolin Matzko (* 1979)

- Matzko, Fritz (* 1924), deutscher Fußballspieler
- Matzkowski, Paul (1920–2004), deutscher Fußballspieler
- Matzku, Jürgen (* 1966), österreichischer Gewichtheber
- Matzky, Gerhard (1894–1983), deutscher Offizier

### Matzl
- Mätzler, Anton (1780–1857), römisch-katholischer Theologe und Schriftsteller
- Mätzler, Armin (1930–2018), deutscher Kriminalbeamter und Sachbuchautor
- Mätzler, Leo (* 2002), österreichischer Fußballspieler

### Matzn
- Matzneff, Gabriel (* 1936), französischer Schriftsteller
- Matzneller, Josef (1944–2022), italienischer römisch-katholischer Priester und Generalvikar der Diözese Bozen-Brixen
- Matzner, Antonín (1944–2017), tschechischer Musikhistoriker, Jazzautor, Musikproduzent und Dramatiker
- Matzner, Egon (1938–2003), österreichischer Volkswirtschaftler und Finanzwissenschaftler
- Matzner, Florian (* 1961), deutscher Kunsthistoriker, Kunstkritiker und Kurator
- Matzner, Franz (1869–1943), tschechoslowakischer Politiker (SdP)
- Matzner, Fritz (1896–1972), österreichischer Landespolitiker (SPÖ)
- Matzner, Joachim (1931–2003), deutscher Musikwissenschaftler, Musikjournalist, Bayern 4 Klassik
- Matzner, Maria (1902–1987), österreichische Politikerin (SPÖ), Landtagsabgeordneter, Mitglied des Bundesrates
- Matzner, Oskar (1898–1980), deutscher Politiker (SPD), MdB
- Matzner, Rudolf (1930–2019), deutscher Heimatkundler, Referent und Autor
- Matzner, Stefan (* 1993), österreichischer Radrennfahrer
- Matzner-Holzer, Gabriele (* 1945), österreichische Diplomatin, Botschafterin und Publizistin
- Matznetter, Christoph (* 1959), österreichischer Politiker (SPÖ), Abgeordneter zum Nationalrat

### Matzo
- Matzoll, Jan (* 1985), deutscher Politiker (Bündnis 90/Die Grünen), MdL

### Matzs
- Mätzschke, Christian († 1688), deutscher Maler